# Doll Domination
 (mai 2019).
Si vous disposez d'ouvrages ou d'articles de référence ou si vous connaissez des sites web de qualité traitant du thème abordé ici, merci de compléter l'article en donnant les références utiles à sa vérifiabilité et en les liant à la section « Notes et références ».
Albums de The Pussycat Dolls
PCD
(2005)
Doll Domination est le 2e album studio du groupe américain Pussycat Dolls. Sa sortie est prévue pour le 23 septembre 2008. Il était initialement prévu qu'il porte pour titre To Those To Wait. Le premier single est When I Grow Up. La réédition de l'album, appelée Doll Domination 2.0, est prévue pour le printemps 2009. Elle comprend notamment les singles Jai Ho ! (You Are My Destiny) et Hush Hush; Hush Hush, et les simples chansons Painted Windows et Top Of The World.

## Production
De nombreux artistes ont contribué pour l'album, entre autres Timbaland, The Clutch, Polow Da Don, Cee Lo Green, Sean Garrett, Darkchild, Kara DioGuardi, Fernando Garibay, Lady Gaga et Ryan Tedder.

## Liste des titres
Doll Domination
1. When I Grow up - 04:05
2. Bottle Pop (feat. Snoop Dogg) - 03:32
3. Whatcha Think About That (feat. Missy Elliot) - 03:55
4. I Hate This Part - 03:45
5. Takin' Over The World - 03:35
6. Out Of This Club (feat. R. Kelly) - 04:10
7. Who's Gonna Love You - 04:01
8. Happily Never After - 04:50
9. Magic - 03:34
10. Halo - 05:24
11. In Person - 03:42
12. Elevator - 04:05
13. Hush Hush - 03:49
14. Love The Way You Love Me - 03:21
15. Whatchamacallit - 04:28
16. I'm Done - 03:21
17. Baby Love - 03:21
18. Perhaps, Perhaps, Perhaps - 02:14

Doll Domination Bonus
1. Baby Love (feat. Will.i.am) - 03:56
2. Perhaps, Perhaps, Perhaps - 02:14
3. Don't Wanna fall In Love Kimberly Wyatt - 03:22
4. Space Melody Thornton - 03:00
5. Played  Ashley Roberts -
6. If I Was A Man  Jessica Sutta - 03:32
7. Lights Camera Action  - 03:56

Doll Domination 2.0
1. Jai Ho (You Are My Destiny) (feat. A. R. Rahman)
2. Top of the World
3. Hush Hush, Hush Hush/I Will Survive
4. Painted Windows
5. When I Grow Up
6. I Hate This Part
7. Bottle Pop
8. Halo
9. Takin' Over the World
10. I'm Done

## Singles
1. When I Grow Up
2. Whatcha Think About That (Seulement aux  États-Unis, au  Canada et au  Brésil)
3. I Hate This Part
4. Out Of This Club ( États-Unis Urban Radio)
5. Jai Ho (You are My Destiny) (Nicole Scherzinger feat. Allah Rakha Rahman & The Pussycat Dolls)
6. Hush Hush, Hush Hush/I will survive (Nicole Scherzinger feat. The Pussycat Dolls)

## Historique de sortie
[réf. nécessaire]
- 19 septembre 2008 :  Pays-Bas,  Allemagne,  Irlande
- 20 septembre 2008 :  Australie et dans le
- 22 septembre 2008 :  Angleterre
- 23 septembre 2008 :  États-Unis
- 29 septembre 2008 :  France
- 27 avril 2009 :  France (réédition)

## Tournée 2009
Le 31 juillet, lors de la promotion de l'album en Asie, le groupe a annoncé une tournée mondiale démarrant en janvier 2009 passant aux États-Unis, en Asie, en Europe et en Australie.